# 4641 Ayako
4641 Ayako eller 1990 QT3 är en asteroid i huvudbältet som upptäcktes den 30 augusti 1990 av de båda japanska astronomerna Kazuro Watanabe och Kin Endate vid Kitami-observatoriet. Den är uppkallad efter Kin Endates fru, Ayako Endate.
Asteroiden har en diameter på ungefär 3 kilometer.